# Pierre-Philippe Bauzin
Pierre-Philippe Bauzin   (Sent Melhon, 12 d'abril de 1933 - Niça, 11 de gener de 2005) va ser un organista, improvisador i compositor francès.

## Biografia
Nascut a Saint-Émilion, Bauzin va començar a estudiar el piano als cinc anys, l'orgue als deu i l'harmonia als onze. Als dotze anys, esdevingué, per competició, titular del gran òrgan de l'església Saint-Pierre de Bordeus. Als catorze anys va obtenir el primer premi de piano i el primer premi d'harmonia al conservatori de Bordeus. Tres mesos més tard, va ingressar a classes de piano i harmonia al Conservatori de París, on va guanyar diversos premis. Als setze anys va ser organista titular de l'església de Notre Dame de Lourdes a Chaville i va dirigir oficialment el seu primer cor.
Els seus mestres eren: Yves Nat i Jean Batalla (piano); Maurice Duruflé (harmonia i orgue de tub); Noël Gallon (contrapunt i fuga); Elisabeth Brasseur (directora del cor); Louis Fourestier (Direcció); Olivier Messiaen (anàlisi musical) i Arthur Honegger (composició musical).
Va ser principalment com a organista que va viatjar pel món. Va ser organista convidat de tota la vida a la basílica de Sant Pere del Vaticà a Roma, on va rebre diverses vegades les felicitacions del papa Joan Pau II. Als anys noranta, va impartir classes magistrals d'improvisació a l'orgue a la Juilliard School de Nova York. Així, a través de les seves excepcionals qualitats d'improvisador, va oferir nombrosos recitals d'orgue a tot Europa i els Estats Units.
Bauzin va morir l'11 de gener de 2005 a Niça als 71 anys i va ser enterrat a Ambarès, a la seva regió natal.